# Línea H12 de la Red Ortogonal de Autobuses de Barcelona
La línea H12 u Horizontal 12 es una línea de autobús de tránsito rápido de la Red Ortogonal de Autobuses de Barcelona. Forma parte de las líneas horizontales de la red y presta servicio en Barcelona y Hospitalet de Llobregat. La línea entró en servicio el 1 de octubre de 2012 sustituyendo a la línea regular 56. El operador de la línea es Transportes Metropolitanos de Barcelona.

## Recorrido
El recorrido de la línea es casi igual al de la antigua línea 56, la cual, ya no existe. Su recorrido va desde Besòs-La Verneda hasta Gornal en Hospitalet de Llobregat y es la primera línea de autobús en Barcelona en abarcar toda la Gran Vía.

## Características de la línea
- Longitud del recorrido: 22,7 km
- Número de paradas: 68 (34 paradas/sentido)
- Frecuencia: 7-8 minutos (hora punta)
- Flota: 18 vehículos articulados (en 2013, vehículos biarticulados)

## Horarios
| H12        | Primer servicio A: Gornal | Primer servicio A: Besòs/Verneda | Último servicio A: Gornal | Último servicio A: Besòs/Verneda |
| Laborables | 05:30                     | 06:00                            | 22:30                     | 22:30                            |
| Sábados    | 05:30                     | 06:00                            | 22:30                     | 22:30                            |
| Festivos   | 05:30                     | 06:00                            | 22:30                     | 22:30                            |

## Otros datos
| Prestación                                      | Disponibilidad en la línea |
| ----------------------------------------------- | -------------------------- |
| Adaptada a                                      | Sí                         |
| TMB iBus (tiempo de espera)                     | Sí                         |
| Información del tiempo de espera en las paradas | Sí (60% de las paradas)    |
| Pantallas informativas                          | Sí                         |
| Televisión dentro del autobús                   | Sí, Canal MouTV            |
| Línea de tránsito rápido                        | Sí                         |
| Circula en días festivos                        | Sí                         |